# La Réparation
Pour plus de détails, voir Fiche technique et Distribution.
La Réparation est un film dramatique français réalisé par Régis Wargnier et sorti en 2024,. La sortie en salles a lieu le 16 avril 2025 en France.

## Synopsis
Un chef cuisinier, qui va bientôt recevoir sa troisième étoile au guide Michelin, disparaît corps et biens avec son principal collaborateur lors d’une partie de chasse. Sa fille, jeune adulte et compagne du second de son père, tente de prendre leur succession…

## Fiche technique
Sauf indication contraire, les informations mentionnées dans cette section peuvent être confirmées par les bases de données cinématographiques IMDb et Allociné,  présentes dans la section « Liens externes ».
- Titre original : La Réparation
- Réalisation : Régis Wargnier
- Scénario : Régis Wargnier, en collaboration avec Manon Feuvray et Thomas Bidegain
- Musique : Romano Musumarra
- Décors : Hsiehjun Yang et Chen Ming-jen
- Costumes : Alexis Crisp-Jones et Daw Chyi Wu
- Photographie : Renaud Chassaing
- Son : François Boudet, Nicolas Mas, Patrice Grisolet et Xavier Thieulin
- Montage : Benjamin Favreul
- Production : David Gauquié, Julien Deris et Renan Artukmaç
- Société de production : Cinéfrance Studios
- Sociétés de distribution : Nour Films (France), Praesens-Film (Suisse)
- Pays de production :  France
- Langue originale : français et anglais
- Format : couleur — 1,85:1 — son 5.1
- Genre : drame
- Durée : 104 minutes
- Dates de sortie :
  - France : 25 novembre 2024 (Moëlan-sur-Mer)[3] ; 16 avril 2025 (en salles)
  - Suisse romande : 16 avril 2025

## Distribution
- Julia de Nunez : Clara Jankovski
- Clovis Cornillac : Paskal Jankovski
- Julien de Saint Jean : Antoine
- J.C. Lin (en) : Lian
- Louis-Do de Lencquesaing : Maxime Mangenot
- Antoine Pelletier : Charles
- Anne Azoulay : Sylvana Brisson
- Andrzej Seweryn : Bogdan
- Jay Huang : Mister Shan
- Matthias Van Khache : Michel

## Production
Certaines scènes ont été tournées dans des restaurants gastronomiques : le moulin de Rosmadec à Pont-Aven et RAW (en) à Taipei.